# Geoffroy Brossais-Saint-Marc
Geoffroy Brossais-Saint-Marc, francoski rimskokatoliški duhovnik, škof in kardinal, * 5. februar 1803, Rennes, † 26. februar 1878.

## Življenjepis
2. aprila 1831 je prejel duhovniško posvečenje.
25. februarja 1841 je bil imenovan za škofa Rennesa, 12. julija je bil potrjen in 10. avgusta istega leta je prejel škofovsko posvečenje.
3. januarja 1859 je postal, s povišanjem škofije, nadškof Rennesa.
17. septembra 1875 je bil povzdignjen v kardinala in imenovan za kardinal-duhovnika S. Maria della Vittoria.